# Diospyros pustulata
Diospyros pustulata är en tvåhjärtbladig växtart som beskrevs av Frank White. Diospyros pustulata ingår i släktet Diospyros och familjen Ebenaceae. Inga underarter finns listade i Catalogue of Life.